# Central Ayrshire (circonscription du Parlement britannique)
Circonscription parlementaire de la Chambre des communes
Central Ayrshire est une circonscription électorale britannique située en Écosse.

## Liste des députés
- 1950-1983

| Élection | Élection | MP                    | Parti              |
| -------- | -------- | --------------------- | ------------------ |
|          | 1950     | Archie Manuel         | Parti travailliste |
|          | 1955     | Douglas Spencer-Nairn | Parti unioniste    |
|          | 1959     | Archie Manuel         | Parti travailliste |
|          | 1970     | David Lambie          | Parti travailliste |

- Depuis 2005

| Élection | Élection | MP                | Parti              |
| -------- | -------- | ----------------- | ------------------ |
|          | 2005     | Brian Donohoe     | Parti travailliste |
|          | 2015     | Philippa Whitford | SNP                |